# 파이렉스

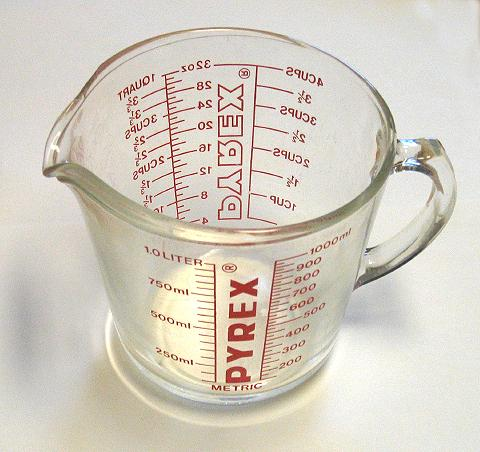
파이렉스 계량컵

파이렉스(PYREX 및 pyrex)는 1915년 코닝이 실험실 유리 제품 및 주방용품에 사용되는 투명 저열팽창 붕규산 유리 라인으로 출시한 브랜드이다. 나중에 1930년대에 소다석회 유리와 기타 재료로 만든 주방용품을 포함하도록 확장되었다.
1998년, 파이렉스의 개발을 담당한 코니의 주방용품 사업부는 모회사인 코닝 컨슈머 프로덕츠 컴퍼니(Corning Consumer Products Company)로 분사되었고 이후 코렐(Corelle)로 이름이 변경되었다. 코닝은 더 이상 소비자 제품을 제조하거나 판매하지 않으며 산업용 제품만 판매한다.